# Amtsgericht Marienwerder
Das Amtsgericht Marienwerder  war ein preußisches Amtsgericht mit Sitz in Marienwerder.

## Geschichte
Das königlich preußische Amtsgericht Marienwerder wurde mit Wirkung zum 1. Oktober 1879 als eines von fünf Amtsgerichten im Bezirk des Landgerichtes Graudenz im Bezirk des Oberlandesgerichtes Marienwerder gebildet. Der Sitz des Gerichtes war Marienwerder. Sein Gerichtsbezirk umfasste den Kreis Marienwerder außer den Teilen, die den Amtsgerichten Mewe und Neuenburg zugeordnet waren. Am Gericht bestanden 1880 vier Richterstellen. Das Amtsgericht war damit ein großes Amtsgericht im Landgerichtsbezirk. Gerichtstage wurden in Garnsee gehalten. Der Landgerichtsbezirk kam aufgrund des Versailler Vertrages 1919 als Teil des Polnischen Korridors überwiegend zu Polen, und das Landgericht stellte seine Arbeit ein. Das Amtsgericht Marienwerder blieb als einziges seiner Amtsgerichte bestehen und wurde dem Landgericht Elbing zugeordnet. Mit Wirkung zum 1. Januar 1943 wurde das Landgericht Marienwerder gebildet und diesem das Amtsgericht Marienwerder zugeordnet.
Im Jahre 1945 wurde der Amtsgerichtsbezirk unter polnische Verwaltung gestellt, und die deutschen Einwohner wurden vertrieben. Damit endete auch die Geschichte des Amtsgerichtes Marienwerder. Unter polnischer Verwaltung entstand das Sąd Rejonowy w Kwidzynie (1950–1975: Sąd Powiatowy w Kwidzynie).